# Lago Pavylon
Il lago Pavylon (in russo озеро Павылон?) è un lago d'acqua dolce della Russia siberiana orientale, si trova nel Srednekolymskij ulus della Repubblica Autonoma della Sacha-Jacuzia.

## Descrizione
Il Pavylon si trova nel Bassopiano della Kolyma, nel nord-est della Jakuzia. Esteso per 119 km², ha una forma semicircolare: le sue misure sono 15,5 km di lunghezza per 11 km di larghezza. La profondità media è di circa 29 m. La costa settentrionale è leggermente frastagliata. La zona costiera è paludosa. Ci sono molti altri laghi più piccoli intorno al lago.
Il lago è alimentato principalmente dalla neve; emissario è il fiume Pavylon-Sjane (affluente dell'Alazeja) che scorre dal lato est. Il lago ghiaccia a settembre, sino a fine maggio - inizio giugno. Non sono presenti insediamenti nel bacino lacustre.

## Fauna
Migliaia di uccelli nidificano lungo la costa in estate, in particolare anatre. Il lago è popolato da coregoni (Coregonus muksun, Coregonus nasus, Coregonus albula, omul) e nelma.